# Кайнулайнен, Кирси
Кирси Кайнулайнен (фин. Kirsi Kainulainen; род. 23 ноября 1985, Ийсалми, Финляндия) — финская мотогонщица, чемпионка мира по шоссейно-кольцевым гонкам в классе мотоциклов с колясками 2016 года в качестве пассажира. Первая женщина, завоевавшая чемпионский титул в Чемпионате мира по мотогонкам с колясками.

## Спортивная карьера
Отец Кирси, Ари Кайнулайнен, и её брат Юхани выступали на любительском уровне в мотогонках различного класса, а также в ледовых гонках и в мотокроссе. Когда Кирси было 3,5 года, отец купил ей первый мопед, 50-кубовый Yamaha PW, а уже в возрасте 10 лет она начала выигрывать локальные соревнования в своей возрастной категории. В 1996 году 11-летняя Кирси Кайнулайнен дебютировала во «взрослом» мотокроссе в Сийлинъярви (класс 80 куб.см). С 14 лет Кайнулайнен принимает участие в ледовых гонках на национальном уровне, регулярно финиширует на подиуме, с 15 лет — в шоссейно-кольцевых мотогонках. В 2002 году Кирси заняла второй место в Чемпионате Финляндии по шоссейно-кольцевым мотогонкам (класс B), затем, в 2006-м — 3-е место в Чемпионате Финляндии в классе А (125 куб.см) и в 2007-м — 3-е место в Чемпионате Скандинавии.
В 2013 году Кайнулайнен познакомилась с Пеккой Пяйвяринта, и Пекка предложил ей попробовать себя в роли пассажира на гонках с колясками. В 2013 и 2014 году Кайнулайнен действительно ряд гонок с Пяйвяринта, в том числе полный Чемпионат Финляндии 2014, а с 2015 года стала его постоянной пассажиркой в Чемпионате мира. В сезоне 2015 года Пяйвяринта и Кайнулайнен стали бронзовыми призёрами ЧМ; Кайнулайнен стала первой женщиной, завоевавшей медаль Чемпионата мира (в 2021 году это достижение повторили Эммануэль Клеман и Илзе де Хаас).
Сезон 2016 года стал последним триумфом Пяйвяринта, завоевавшего свой 5-й титул. Кирси Кайнулайнен стала первой в истории женщиной-чемпионкой в классе мотоциклов с колясками да и вообще — в топовых чемпионатах FIM (не считая сугубо женских серий). В 2017-м Кайнулайнен провела последний сезон (они с Пяйвяринта заняли 2-е место) и вернулась в сольные мотогонки. Помимо того, Пяйвяринта и Кайнулайнен трижды становились вице-чемпионами Финляндии (2014, 2016, 2017). Несмотря на всего две победы в гонках, Кайнулайнен имеет потрясающую результативность с точки зрения статистики: в 27 стартах в качестве пассажира она завоевала 25 подиумов (92,6% гонок на подиуме).
В 2018 году Кайнулайнен подписала контракт с голландской гоночной командой Oosterveen Racing Team и участвовал в трековых гонках серии NK SuperCup; также она стартовала в шоссейно-кольцевых гонках чемпионатов Финляндии, Скандинавии и Европы в классах 125 и 600 куб.см.
В сезоне 2019 года она вернулась в свою собственную команду Motorsline Kainulainen и выступала на Suzuki в серии Superstock 600 (STK600) в гонках по жаркой Европе в рамках международного чемпионата Alpe Adria International Motorcycle Championship, заняв 7-е место в итоговой таблице.

## Результаты выступлений в Чемпионате мира по шоссейно-кольцевым гонкам на мотоциклах с колясками
| Легенда к таблице |                                                 |
| --- | ----------------------------------------------- |
| В таблице перечислены результаты всех этапов чемпионата мира, в которых принимал участие гонщик либо пассажир. Строками таблицы являются сезоны, столбцами все гонки этапов чемпионата мира, напарник и мотоцикл. В клетках указаны сокращённое название этапа и результат, клетка дополнительно обозначена цветом. Расшифровка обозначений и цветов представлена в нижеследующей таблице. |                                                 |
| \| Пример \| Описание \| \| ------------ \| ----------------------------------------------- \| \| 1 \| Победитель \| \| 2 \| Второе место \| \| 3 \| Третье место \| \| \| Финишировал в очковой зоне \| \| \| Финишировал вне очковой зоны \| \| НКЛ \| Не классифицирован \| \| Сход \| Не финишировал \| \| НКВ \| Не прошёл квалификацию \| \| НПКВ \| Не прошёл предварительную квалификацию \| \| ДСК \| Дисквалифицирован \| \| ИСК \| Исключён из протокола соревнований \| \| НС \| Не стартовал в гонке \| \| Т \| Травмирован или болен \| \| ОТК \| Отказ от участия \| \| НТР \| Прибыл на соревнования, но на трассу не выезжал \| \| НПР \| Не прибыл к началу соревнований \| \| НД \| Недопущен до старта \| \| О \| Гонка отменена \| \| \| Не участвовал \| \| Поул-позиция \| \| \| Быстрый круг \| \| |                                                 |
| Пример | Описание                                        |
| 1 | Победитель                                      |
| 2 | Второе место                                    |
| 3 | Третье место                                    |
| | Финишировал в очковой зоне                      |
| | Финишировал вне очковой зоны                    |
| НКЛ | Не классифицирован                              |
| Сход | Не финишировал                                  |
| НКВ | Не прошёл квалификацию                          |
| НПКВ | Не прошёл предварительную квалификацию          |
| ДСК | Дисквалифицирован                               |
| ИСК | Исключён из протокола соревнований              |
| НС | Не стартовал в гонке                            |
| Т | Травмирован или болен                           |
| ОТК | Отказ от участия                                |
| НТР | Прибыл на соревнования, но на трассу не выезжал |
| НПР | Не прибыл к началу соревнований                 |
| НД | Недопущен до старта                             |
| О | Гонка отменена                                  |
| | Не участвовал                                   |
| Поул-позиция |                                                 |
| Быстрый круг |                                                 |

| Год  | Пилот            | Мотоцикл  | 1     | 2      | 3      | 4      | 5      | 6      | 7        | 8      | 9      | 10     | Место | Очки |
| ---- | ---------------- | --------- | ----- | ------ | ------ | ------ | ------ | ------ | -------- | ------ | ------ | ------ | ----- | ---- |
| 2015 | Пекка Пяйвяринта | LCR-BMW   | GBR 2 | FRA 2  | CRO1 2 | CRO2 2 | HUN1 2 | HUN2 2 | BRH Сход | NED 3  | OSC1 3 | OSC1 4 | 3     | 165  |
| 2016 | Пекка Пяйвяринта | LCR-BMW   | FRA 2 | CRO1 3 | CRO2 2 | HUN1 1 | HUN2 2 | NED 2  | OSC1 3   | OSC1 2 | GBR 2  |        | 1     | 177  |
| 2017 | Пекка Пяйвяринта | LCR-Honda | FRA 2 | OSC1 2 | OSC1 2 | HUN1 2 | HUN2 2 | NED 2  | CRO1 3   | CRO2 1 |        |        | 2     | 161  |